# Unplugging
Unplugging is een Amerikaanse komische film uit 2022 met in de hoofdrollen Eva Longoria en Matt Walsh. De film is het regiedebuut van Debra Neil-Fisher.

## Verhaal
Om hun huwelijk nieuw leven in te blazen plannen Dan en Jeanine Dewerson een digitale detox in een afgelegen bergdorpje. Maar wat begint als een perfect weekend, verandert al snel in een complete ramp, waarbij Dan en Jeanine zich moeten zien te redden zonder gps, smartphone of internet.

## Rolverdeling
| Acteur           | Personage                     |
| ---------------- | ----------------------------- |
| Eva Longoria     | Jeanine Dewerson              |
| Matt Walsh       | Dan Dewerson                  |
| Nicole Byer      | Officer Dunn                  |
| Al Madrigal      | Juan                          |
| Lea Thompson     | Brenda Perkins                |
| Keith David      | T-Bone                        |
| Joel Kim Booster | Phil                          |
| Johnny Pemberton | Tim                           |
| Hala Finley      | Elizabeth "Blizzard" Dewerson |
| Morgan Walsh     | Florence                      |
| Emmett Walsh     | Carlito                       |
| Pat Walsh        | Frank                         |

## Release en ontvangst
Unplugging werd op 22 april 2022 in de bioscopen uitgebracht. De totale opbrengst aan de kassa bedroeg amper 53.000 dollar.
De film behaalde een score van 14% (14 beoordelingen) op Rotten Tomatoes. De recensies waren over het algemeen negatief. The Guardian gaf de film twee sterren op vijf en schreef dat Debra Neil-Fisher in haar regiedebuut aan de slag moest met een waardeloos script en dat er weinig te lachen valt voor een komische film.. The Austin Chronicle gaf de film eveneens twee sterren op vijf en merkte op dat de grappen op papier wellicht een lach veroorzaakten, maar dat ze op het scherm  maar al te vaak tekortschieten.